# دين جونز
دين جونز (بالإنجليزية: Dean Jones)‏ ممثل أمريكي (25 يناير 1931 - 1 سبتمبر 2015) يعرف بالقلب الضوئي ممثل في والت ديزني ولد عام 1931 وتوفي عام 2015 بسبب مرض باركنسون عاش 84 سنة.

## الأعمال
- هناك شخص ما يعجب بي
- امرأة التصميمات

## وصلات خارجية
- دين جونز على موقع IMDb (الإنجليزية)
- دين جونز على موقع روتن توميتوز (الإنجليزية)
- دين جونز على موقع ألو سيني (الفرنسية)
- دين جونز على موقع ميوزك برينز (الإنجليزية)
- دين جونز على موقع تيرنر كلاسيك موفيز (الإنجليزية)
- دين جونز على موقع أول موفي (الإنجليزية)
- دين جونز على موقع قاعدة بيانات برودواي على الإنترنت (الإنجليزية)
- دين جونز على موقع قاعدة بيانات الأفلام السويدية (السويدية)
- دين جونز على موقع إن إن دي بي (الإنجليزية)
- دين جونز على موقع قاعدة بيانات الفيلم (الإنجليزية)